# Tyler Smith (baseball)
Pour l'article homonyme, voir aussi Tyler Smith (basket-ball).
Tyler Douglas Smith (né le 1er juillet 1991 à Long Beach, Californie, États-Unis) est un joueur de deuxième but et d'arrêt-court des Mariners de Seattle de la Ligue majeure de baseball.

## Carrière
Joueur des Beavers de l'université d'État de l'Oregon, Tyler Smith est réclamé au 8e tour de sélection par les Mariners de Seattle lors du repêchage amateur de 2013. Dans les ligues mineures, où Smith commence sa carrière professionnelle en 2013, il est principalement joueur d'arrêt-court. Il obtient son premier rappel des mineures lorsque le joueur d'arrêt-court des Mariners Jean Segura se blesse à la cheville.
Il fait ses débuts dans le baseball majeur avec Seattle le 2 juin 2017. Il entre dans le match comme remplaçant défensif de Robinson Canó au deuxième but et réussit à son premier passage au bâton son premier coup sûr dans les majeures, un double aux dépens du lanceur Ryne Stanek des Rays de Tampa Bay.